# Скиньяно
Скиньяно (итал. Schignano) — коммуна в Италии, располагается в регионе Ломбардия, в провинции Комо.
Население составляет 935 человек (2008 г.), плотность населения составляет 94 чел./км². Занимает площадь 10 км². Почтовый индекс — 22020. Телефонный код — 031.
В коммуне 15 августа особо празднуется Успение Пресвятой Богородицы.

## Демография
Динамика населения:

## Администрация коммуны
- Официальный сайт: